# Анновка (Буздяцький район)
А́нновка (рос. Анновка, башк. Анновка) — присілок у складі Буздяцького району Башкортостану, Росія. Входить до складу Канли-Туркеєвської сільської ради.
Населення — 19 осіб (2010; 24 у 2002).
Національний склад:
- росіяни — 71 %
- башкири — 29 %